# McIntosh-Kliffs
Die McIntosh-Kliffs sind eine Reihe steiler und ungleichmäßiger Kliffs vulkanischen Ursprungs an der Scott-Küste des ostantarktischen Viktorialands. Sie erstrecken sich über eine Länge von 26 km an der Südwestseite des Minna Bluff. Ihre Höhe variiert zwischen 400 m im Westen und 600 m an ihrem östlichen Ende.
Das Advisory Committee on Antarctic Names benannte sie 1999 nach dem US-amerikanischen Geologen William C. McIntosh vom New Mexico Institute of Mines and Technology in Socorro, der 1982 an der erstmaligen geologischen Kartierung des Minna Bluff beteiligt und auch in weiteren Kampagnen in Antarktika tätig war.